# 奧梅利科韋 (舊別利斯克區)
49°8′13″N 39°4′47″E / 49.13694°N 39.07972°E
奧梅利科韋（烏克蘭語：Омелькове）是位於烏克蘭東部的村莊，由盧甘斯克州舊比利斯克區的舒利亨卡市鎮負責管轄。該村始建於1894年，面積0.78平方公里，海拔高度91米，2001年人口42，人口密度每平方公里53.8人。